# Internazionali Femminili di Tennis Città di Caserta 2012
Gli Internazionali Femminili di Tennis Città di Caserta 2012 sono stati un torneo di tennis facente parte della categoria ITF Women's Circuit nell'ambito dell'ITF Women's Circuit 2012. Il torneo si è giocato a Caserta in Italia dal 14 al 20 maggio 2012 su campi in terra rossa e aveva un montepremi di $25,000.

## Vincitori

### Singolare
Bianca Botto ha battuto in finale  Aleksandra Krunić con il punteggio di 6–1, 6–0

### Doppio
Katarzyna Piter /  Romana Tabak hanno battuto in finale  Viktorija Golubic /  Aleksandra Krunić con il punteggio di 6–2, 6–4